# Carlota de Serpa Pinto
Carlota Laura de Serpa Pinto Moreira (Oliveira do Douro, Cinfães, 25 de dezembro de 1872 - Lisboa, 11 de dezembro de 1948), também conhecida pelo pseudónimo Clarinha, foi uma escritora, cronista e socialite portuguesa.

## Biografia
Primeira de duas filhas de Alexandre de Serpa Pinto, 1.º Visconde de Serpa Pinto e de D. Angélica Gonçalves Correia de Belles, nasce em casa de Porto Antigo, Oliveira do Douro, e aí passa os primeiros anos de vida. É afilhada do rei D. Carlos e da rainha D. Amélia, e será opositora ao regime republicano. A irmã, Amélia Elisa nasce em 21 de abril de 1973, e morre na infância. Carlota Serpa Pinto casa em 1890 com Eduardo de Sousa Santos Moreira (1865-1935), e têm três filhos: Alexandre (2.º Visconde De Serpa Pinto, 1892); Jorge (1894) e José (1897).
Publica as primeiras crónicas no Diário Nacional, onde esconde a sua identidade sob o pseudónimo de Clarinha; é depois colaboradora de periódicos de matriz católica ou monárquica, como o Mundo Português, ou o Diário de Lisboa, onde contribui para a secção "Chá das Cinco". Cinco Horas, o seu primeiro livro, é publicado em 1922 sob o seu pseudónimo e com prefácio de Afonso Lopes Vieira; em 1933 publica Cartas à Prima, que reúne artigos publicados no Diário Nacional entre 1917 e 1918.
A casa em Beirós a partir de onde escreve sobre o ambiente político e cultural de Lisboa dos anos 20, chamada o chalé do Paço, torna-se lugar de reunião de figuras culturais monárquicas mas também apoiantes da Primeira República, como Fernanda de Castro, António Ferro, Sousa Costa, Luísa Grande (Luzia) e Afonso Lopes Vieira.
Juntamente com Veva de Lima, Elisa de Sousa Pedroso, Branca de Gonta Colaço e Madalena Martel-Patrício, entre outras, preside a salões de Lisboa, alternativas aos encontros literários (exclusivamente masculinos) que se realizava nos cafés A Brasileira e Martinho da Arcádia .
Publica em 1937, o livro A Vida Breve e Ardente de Serpa Pinto, o mais detalhado registo do percurso biográfico do seu pai, Alexandre de Serpa Pinto. A obra foi objecto de crítica por adoptar o espírito do de exaltação do colonialismo português patente do Estado Novo, e por ter observações que são vistas como pouco objectivas.
Morre em Lisboa em 1948, e está enterrada no cemitério dos Prazeres. Com a sua morte dá-se o abandono do património físico de Serpa Pinto.

## Obras publicadas
- Cinco Horas, 1922 (sob pseudónimo)
- Cartas à Prima, 1933 (sob pseudónimo)
- Viagem de Clarinha, (sob pseudónimo)
- Memórias, (sob pseudónimo)
- A Vida Breve e Ardente de Serpa Pinto, 1937